# Trần Huy Hồng
Trần Huy Hồng là Thiếu tướng Công an nhân dân Việt Nam, nguyên Cục trưởng Cục Ngoại tuyến, Bộ Công an Việt Nam (2015-2018).

## Tiểu sử
Cuối năm 1988, Đội Cảnh sát điều tra Công an thành phố Nam Định thuộc tỉnh Hà Nam Ninh được thành lập với hơn 80 người. Lúc này, Trần Huy Hồng, đang là trưởng Công an phường Nguyễn Du, thành phố Nam Định, được điều động về làm Đội trưởng Đội Cảnh sát điều tra Công an thành phố Nam Định. Ông là đội trưởng đầu tiên của đội này. Còn Thủ trưởng Cơ quan Cảnh sát điều tra đồng thời là Phó Giám đốc Công an thành phố Nam Định là Phan Văn Vĩnh, sau này là Trung tướng, Tổng cục trưởng Tổng cục Cảnh sát, Bộ Công an Việt Nam.
Tháng 12 năm 2002, Trần Huy Hồng là Đại tá, Giám đốc công an thành phố Nam Định, tỉnh Nam Định.
Ngày 5 tháng 1 năm 2007, Đại tá Trần Huy Hồng, Trưởng Công an thành phố Nam Định, được bổ nhiệm giữ chức vụ Cục phó Cục Cảnh sát điều tra tội phạm về tham nhũng (C18), Bộ Công an Việt Nam (một trong hai Cục Cảnh sát mới được thành lập) dưới quyền Đại tá, Cục trưởng Nguyễn Hòa Bình (kiêm Phó Tổng cục trưởng Tổng cục Cảnh sát)).
Tháng 3 năm 2011, Trần Huy Hồng là Đại tá, Cục trưởng Cục Ngoại tuyến và Kỹ thuật, thuộc Tổng cục Cảnh sát phòng, chống tội phạm, Bộ Công an (thành lập năm 2009).
Tháng 10 năm 2012, Trần Huy Hồng là Thiếu tướng Công an nhân dân Việt Nam, Cục trưởng Cục Ngoại tuyến và Kỹ thuật, thuộc Tổng cục Cảnh sát phòng, chống tội phạm, Bộ Công an.
Năm 2015, Trần Huy Hồng là Thiếu tướng, Cục trưởng Cục Ngoại tuyến, Tổng cục An ninh, Bộ Công an Việt Nam.
Từ tháng 8 năm 2015 đến 2018, Trần Huy Hồng là Thiếu tướng Công an nhân dân Việt Nam, Cục trưởng Cục A69 (Cục Ngoại tuyến), Bộ Công an.

## Lịch sử thụ phong quân hàm
- Đại tá
- Thiếu tướng (2012)